# Ospedale Evangelico Betania
L'Ospedale Evangelico Betania, anche detto Villa Betania, è una struttura sanitaria ecclesiastica civilmente riconosciuta, situata nel quartiere Ponticelli di Napoli.

## Storia
La storia dell'Ospedale Evangelico di Napoli è strettamente connessa al contesto religioso e sociale del'evangelicalismo partenopeo e al periodo del secondo dopoguerra. Figura centrale nella sua fondazione fu il medico evangelico Teofilo Santi, appartenente a una famiglia pastorale che, sin dal 1905, gestiva una struttura per orfani nota come Casa Materna. Laureatosi in medicina nel 1933, Santi inizialmente aspirava a operare come medico in una missione in Africa, ma fu successivamente protagonista nella creazione di una realtà sanitaria evangelica a Napoli.
Il primo tentativo di istituire una clinica evangelica risale al 1882, quando una società di mutuo soccorso tra evangelici napoletani costituì un fondo comune a tal fine. Tuttavia, le somme raccolte furono in seguito sequestrate dal regime fascista e destinate all'Opera Nazionale Maternità ed Infanzia. Il progetto rimase sospeso fino alla fine della Seconda guerra mondiale.
Il 24 luglio 1945, sensibilizzate dall’iniziativa, le Chiese Evangeliche e alcuni cappellani delle Nazioni Alleate si mobilitarono per fornire aiuti, in gran parte provenienti dagli Stati Uniti. In quella data venne redatta e sottoscritta dinanzi a un notaio la Relazione dei Promotori, atto che può essere considerato il primo nucleo costitutivo dell’ospedale, sebbene l’iniziativa non trovò immediata concretizzazione.
Nel 1946 fu costituito il Comitato Promotore dell'Ospedale, formato da pastori evangelici napoletani e rappresentanti delle comunità protestanti locali. Privo di personalità giuridica, il Comitato chiese alla Tavola Valdese di assumere il ruolo di tutore legale e fideiussore per le operazioni necessarie all’acquisto, alla costruzione e alla futura proprietà dell’ospedale. L'8 marzo dello stesso anno, il dottor Teofilo Santi avviò un’attività ambulatoriale presso i locali della Chiesa Valdese di via dei Cimbri a Napoli, con l’aiuto di medici e studenti volontari. Tale iniziativa rappresentò il nucleo originario della futura struttura ospedaliera. Il dottor Santi iniziò a prestare assistenza medica e materiale ai senzatetto rifugiati nelle grotte di Napoli, in particolare a Capodimonte, Mergellina e San Vincenzo alla Sanità, dove vivevano circa 40.000 persone, tra cui molti bambini. Nello stesso periodo, grazie alla copertura giuridica fornita dalla Tavola Valdese, fu acquistato un terreno in via Manzoni (quartiere Posillipo) con l’intento di costruire un ospedale. Tuttavia, a causa di difficoltà successive, le chiese promotrici optarono per la realizzazione della struttura in una zona periferica a maggiore disagio socioeconomico. Il 12 settembre 1954 l'edificio costruito su via Manzoni fu ceduto in affitto al Comando Alleato, che lo adibì a scuola per i figli dei militari.
Il 20 marzo 1950 fu redatto il primo statuto dell'erigendo Ospedale Evangelico, che definiva la missione dell’istituzione: fornire assistenza e cure mediche ispirate alla fraternità cristiana. A partire dal 1952 furono costituiti comitati di sostegno in Italia, in Europa e negli Stati Uniti, che contribuirono in modo significativo alla raccolta di fondi per la costruzione della struttura. In questa fase, un ruolo particolarmente rilevante fu svolto dalle chiese protestanti statunitensi.
Il 25 novembre 1963 fu ufficializzato l'acquisto di un terreno di 24.000 m² a Ponticelli, nella zona orientale di Napoli, destinato a ospitare il futuro ospedale. Il costo complessivo fu di 66 milioni di lire, di cui circa la metà provenienti da donazioni delle Chiese Congregazionaliste americane. La scelta dell’area fu motivata dalla densità abitativa del quartiere e dalle difficili condizioni socioeconomiche, che rendevano particolarmente urgente la presenza di una struttura sanitaria.
Nel 1967 ripresero i lavori per la realizzazione dell’ospedale, grazie anche alla visita del dottor Leslie Cook, rappresentante del Consiglio ecumenico delle Chiese, e del dottor Glen Garfield Williams, della Conferenza Europea delle Chiese. Tali visite favorirono il coinvolgimento dell'Interchurches Aid europeo, con il sostegno ulteriore di numerose chiese protestanti europee, tra cui quelle tedesca, olandese, danese, britannica e svizzera.
L'Ospedale Evangelico Villa Betania fu ufficialmente inaugurato il 20 ottobre 1968. Il primo presidente del Comitato Direttivo fu il pastore Salvatore Tortorelli della Chiesa Battista di via Foria. La proprietà dell'ospedale fu mantenuta dalla Tavola Valdese, mentre la gestione venne affidata a un Comitato Direttivo espressione dell'Assemblea delle Chiese Fondatrici (Apostolica, ADI, Avventista, Battista, Esercito della Salvezza, Luterana, Metodista, Valdese).
Nel 1969 iniziò l'attività sanitaria con cinque reparti: chirurgia, ostetricia, oculistica, ortopedia e otorinolaringoiatria, a cui si aggiunse nel 1970 il reparto di medicina. Furono attivati anche numerosi servizi ambulatoriali, rivolti a un bacino di oltre 80.000 abitanti. L'ospedale disponeva inizialmente di 86 posti letto e circa 60 dipendenti. In questi primi anni, l'organizzazione si caratterizzava per uno stile comunitario e partecipativo, con la collaborazione volontaria di molti medici. 
Nel 1971 furono avviati i servizi di radiologia e laboratorio analisi.
Nel 1972 fu attivato un centro per la prevenzione dei tumori del collo dell'utero, con l'introduzione del pap test e della colposcopia. Nel 1977, a seguito della nuova normativa sanitaria e della Convenzione Regionale, l'ospedale assunse la configurazione di Gestione autonoma dell'Ente Morale Tavola Valdese, entrando nella fascia più alta delle Case di Cura convenzionate, con 120 posti letto. Nello stesso periodo, furono coperti i vuoti di organico nel personale paramedico, con un rapporto quasi di due unità per paziente. Un ruolo centrale in questa fase fu svolto dalle Diaconesse Evangeliche, provenienti da chiese europee, in particolare tedesche, che contribuirono all'organizzazione e mantennero gli aspetti spirituali dell'identità evangelica.
Tra il 1978 e il 1993, l'ospedale registrò circa 18.500 interventi chirurgici, 14.200 nascite e 40.000 pazienti assistiti.
Nel 1978 fu approvato un nuovo Statuto che regolamentava le attività e i compiti degli organi direttivi, nonché i rapporti con la Tavola Valdese, proprietaria legale dell’istituzione. Con l'entrata in vigore del Servizio Sanitario Nazionale, i medici dell’ospedale furono stabilizzati e assunti. Nello stesso anno, l'ospedale aderì al Coordinamento Evangelico Ospedaliero (CEO) e all'Associazione Religiosa Istituti Sociosanitari (ARIS), per ottenere supporto legale e sindacale. Furono rafforzati i rapporti con la Facoltà di Medicina dell'Università degli Studi di Napoli Federico II e si procedette all'acquisizione di moderne apparecchiature diagnostiche, tra cui strumenti per la gestione delle gravidanze a rischio. Fu inoltre creato un laboratorio di istologia e un centro di neonatologia.
Nel 1979 furono attivati il Pronto Soccorso di Prima Assistenza e il Day Hospital, modalità che prevedeva la cura dei pazienti senza necessità di ricovero immediato. Fu anche istituito il Servizio di ecografia per i reparti di medicina e ginecologia-ostetricia.
Nel 1982, con l'introduzione di un nuovo apparecchio ecotomografico, fu rinnovato il reparto di radiologia. L'offerta sanitaria fu ampliata con l'aggiunta dei servizi di oncologia, senologia ed epatologia. Furono inoltre avviati programmi di isteroscopia, urologia ginecologica e un centro per lo studio e la terapia della sterilità di coppia.
Nel 1984 fu definita una nuova struttura organizzativa, con la creazione della Direzione Sanitaria e della Direzione Amministrativa. L'Assemblea delle Chiese Fondatrici presentò richiesta di "Classificazione" dell'ospedale, finalizzata all’inserimento nel sistema sanitario pubblico pur mantenendo la natura giuridica privata. La classificazione prevedeva la convenzione obbligatoria e l'equiparazione giuridica ed economica del personale a quello del sistema sanitario pubblico.
Nel 1991 l'Assemblea delle Chiese Fondatrici deliberò la costituzione di una Fondazione, con lo scopo di estendere l'attività dell'ospedale anche ai settori dell’assistenza sanitaria e sociale, della formazione, della beneficenza e della cura spirituale.
Il 6 aprile 1993 la Regione Campania riconobbe ufficialmente la Classificazione dell'ospedale come Ospedale Generale di Zona con 140 posti letto tramite il D.P.G.R.C. n° 3802 del 6/4/1993. I reparti furono adeguati alle normative del nuovo piano ospedaliero e le camere di degenza, da due o tre letti ciascuna e dotate di servizi igienici, furono completamente rinnovate.
Nel 1995, con l’introduzione del sistema DRG per la remunerazione delle prestazioni sanitarie, fu implementata la Scheda di Dimissione Ospedaliera (SDO). Nello stesso anno fu istituito il reparto di Terapia Intensiva Neonatale. I dati annuali registravano 7.831 ricoveri, 34.816 accessi al pronto soccorso e 1.412 nascite.
Nel 1998 l'ospedale fu inserito nel Piano Ospedaliero Regionale come sede di Pronto Soccorso Attivo (PSA), con assistenza garantita 24 ore su 24. Furono attivati nuovi reparti di ortopedia, cardiologia/UTIC e terapia intensiva per adulti. I posti letto salirono a 158, con circa 40.000 prestazioni sanitarie annue.
Nel 2008 fu istituito il Comitato Scientifico, con l'obiettivo di promuovere progetti di ricerca in collaborazione con il personale interno e altre organizzazioni convenzionate.
Nel 2013 nacque l'iniziativa Betania Solidale, finalizzata al coordinamento delle attività di assistenza sociale, e Betania Internazionale, volta a rafforzare i legami con altre realtà ospedaliere evangeliche in Europa e negli Stati Uniti.

## Struttura e reparti
Di seguito sono riportati i reparti:
- Dipartimento di chirurgia
  - U.O.C. Chirurgia generale
  - U.O.C. Ortopedia
  - U.O.S.D. Oculistica
  - U.O.S.D. Senologia
  - U.O.S. Chirurgia bariatrica (Centro di eccellenza SICOB)

- Dipartimento di medicina
  - U.O.C. Medicina
  - U.O.C. Cardiologia-UTIC
  - U.O.S.D. Oncologia
  - U.O.S.D. Epatologia
  - U.O.S. Endoscopia
  - U.O.S.D. Emergenza-urgenza
  - U.O.S. Cardiologia d’urgenza
  - U.O.S. Endocrinologia e Diabetologia

- Dipartimento materno-infantile
  - U.O.C. Ostetricia-Ginecologia
  - U.O.C. T.I.N. (Terapia Intensiva Neonatale)
  - U.O.S. Fisiopatologia ostetrica e gravidanza a rischio
  - U.O.S. Neonato ad alto rischio

- Servizi:
  - U.O.C. Laboratorio Analisi
  - U.O.C. Diagnostica per immagini
  - U.O.C. Anestesia e Rianimazione
  - U.O.S. Microbiologia
  - U.O.S.D. Cito-Istopatologia e Anatomia Patologica
  - U.O.S. Diagnostica Eco Integrata
  - U.O.S. Diagnostica Senologica Integrata
  - U.O.S. Terapia Intensiva Adulti
  - Servizio psicologia clinica

## Collegamenti
L'ospedale Villa Betania è raggiungibile tramite:
- Circumvesuviana
  - Stazione di Argine Palasport (700 m di distanza)
  - Stazione di Ponticelli (1 km di distanza)
  - Stazione di Villa Visconti (1,2 km di distanza)

- Linee autobus ANM
  - 173 Via Argine - Via Petrarca
  - 173A	Via Argine - Parcheggio Brin
  - 191 Via Argine - Ponte di Casanova
  - 195 Piazza Garibaldi - Via Argine
  - 196 Parcheggio Brin - Piazza Garibaldi - Via Callas

- Linee autobus EAV
  - 010 Napoli - Carbonara - Sarno

Le suddette linee autobus fermano antistante l'ospedale.